# Risc relatiu
El risc relatiu (RR) en epidemiologia, estadística i matemàtiques, és un paràmetre d'estimació estadística de l'aparició d'un esdeveniment (o de desenvolupar una malaltia) relatiu a l'exposició a un factor determinant dins d'una determinada població estadística. El risc relatiu és una proporció de la probabilitat de l'esdeveniment que ocorre al grup exposat respecte a un grup no exposat.
{\displaystyle RR={\frac {p_{\mathrm {exposats} }}{p_{\mathrm {noexposats} }}}}
Per exemple, si la probabilitat de desenvolupar càncer de pulmó que es desenvolupa entre fumadors fóra un 20% i entre no fumadors un 1%, llavors el risc relatiu de càncer associat amb fumar seria 20. Els fumadors serien vint vegades més probables que els no fumadors de desenvolupar càncer de pulmó. D'aquesta manera el risc relatiu és un paràmetre adimensional.
Un altre terme per al risc relatiu és la proporció de risc perquè és la raó del risc en l'exposat dividit pel risc en el no exposat.

## Càlcul
| Taula 1. Resum dels resultats d'un estudi de cohort. Modificat de Gordis | Taula 1. Resum dels resultats d'un estudi de cohort. Modificat de Gordis | Taula 1. Resum dels resultats d'un estudi de cohort. Modificat de Gordis | Taula 1. Resum dels resultats d'un estudi de cohort. Modificat de Gordis | Taula 1. Resum dels resultats d'un estudi de cohort. Modificat de Gordis | Taula 1. Resum dels resultats d'un estudi de cohort. Modificat de Gordis | Taula 1. Resum dels resultats d'un estudi de cohort. Modificat de Gordis | Taula 1. Resum dels resultats d'un estudi de cohort. Modificat de Gordis |
| Després seguiment per veure si malaltia | Després seguiment per veure si malaltia                                  | Després seguiment per veure si malaltia                                  | Després seguiment per veure si malaltia                                  | Després seguiment per veure si malaltia                                  | Després seguiment per veure si malaltia                                  | Després seguiment per veure si malaltia                                  | Després seguiment per veure si malaltia                                  |
| --- | ------------------------------------------------------------------------ | ------------------------------------------------------------------------ | ------------------------------------------------------------------------ | ------------------------------------------------------------------------ | ------------------------------------------------------------------------ | ------------------------------------------------------------------------ | ------------------------------------------------------------------------ |
| |                                                                          | Sí                                                                       | No                                                                       | Total                                                                    | PT                                                                       | Probabilitat acumulada                                                   | Taxa d'incidència                                                        |
| Primer selecció | Exposats (E+)                                                            | a                                                                        | b                                                                        | nE+                                                                      | PTE+                                                                     | {\displaystyle PA_{E+}={\frac {\textstyle a}{\textstyle n_{E+}}}}        | {\displaystyle TI_{E+}={\frac {\textstyle a}{\textstyle PT_{E+}}}}       |
| Primer selecció | No exposats (E-)                                                         | c                                                                        | d                                                                        | nE-                                                                      | PTE-                                                                     | {\displaystyle PA_{E-}={\frac {\textstyle c}{\textstyle n_{E-}}}}        | {\displaystyle TI_{E-}={\frac {\textstyle c}{\textstyle PT_{E-}}}}       |
| PT: Persones-temps: Suma dels temps en risc dels individus de l'estudi. El temps en risc és el període que està l'individu a l'estudi sense presentar la malaltia (o altre esdeveniment estudiat). |                                                                          |                                                                          |                                                                          |                                                                          |                                                                          |                                                                          |                                                                          |

El RR es pot estimar a partir d'una  probabilitat acumulada o d'una  taxa d'incidència.
- Amb probabilitats acumulades (PA) (notació de la taula 1):

{\displaystyle RR={\frac {PA_{E+}}{PA_{E-}}}={\frac {\frac {\textstyle a}{\textstyle n_{E+}}}{\frac {\textstyle c}{\textstyle n_{E-}}}}}
- Amb taxes d'incidència (TI) (notació de la taula 1):

{\displaystyle RR={\frac {TI_{E+}}{TI_{E-}}}={\frac {\frac {\textstyle a}{\textstyle PT_{E+}}}{\frac {\textstyle c}{\textstyle PT_{E-}}}}}
Exemple
| Taula 2. Incidència del primer episodi de malaltia coronaria en 10 anys segons el nivell socioeconòmic a l'inici de l'estudi. La població era de 702 homes de 30-49 anys a l'inici de l'estudi sense patologia coronària (dades hipotètiques). | Taula 2. Incidència del primer episodi de malaltia coronaria en 10 anys segons el nivell socioeconòmic a l'inici de l'estudi. La població era de 702 homes de 30-49 anys a l'inici de l'estudi sense patologia coronària (dades hipotètiques). | Taula 2. Incidència del primer episodi de malaltia coronaria en 10 anys segons el nivell socioeconòmic a l'inici de l'estudi. La població era de 702 homes de 30-49 anys a l'inici de l'estudi sense patologia coronària (dades hipotètiques). | Taula 2. Incidència del primer episodi de malaltia coronaria en 10 anys segons el nivell socioeconòmic a l'inici de l'estudi. La població era de 702 homes de 30-49 anys a l'inici de l'estudi sense patologia coronària (dades hipotètiques). | Taula 2. Incidència del primer episodi de malaltia coronaria en 10 anys segons el nivell socioeconòmic a l'inici de l'estudi. La població era de 702 homes de 30-49 anys a l'inici de l'estudi sense patologia coronària (dades hipotètiques). | Taula 2. Incidència del primer episodi de malaltia coronaria en 10 anys segons el nivell socioeconòmic a l'inici de l'estudi. La població era de 702 homes de 30-49 anys a l'inici de l'estudi sense patologia coronària (dades hipotètiques). | Taula 2. Incidència del primer episodi de malaltia coronaria en 10 anys segons el nivell socioeconòmic a l'inici de l'estudi. La població era de 702 homes de 30-49 anys a l'inici de l'estudi sense patologia coronària (dades hipotètiques). | Taula 2. Incidència del primer episodi de malaltia coronaria en 10 anys segons el nivell socioeconòmic a l'inici de l'estudi. La població era de 702 homes de 30-49 anys a l'inici de l'estudi sense patologia coronària (dades hipotètiques). |
| --- | --- | --- | --- | --- | --- | --- | --- |
| | | Malaltia | | | | | |
| | | Sí | No | Total | PT | PA | TI |
| Nivell socieconòmic baix a l'inici | Sí (E+) | 48 | 314 | 362 | 3.380 | {\displaystyle {\frac {\textstyle 48}{\textstyle 362}}=0,13} | {\displaystyle {\frac {\textstyle 48}{\textstyle 3380}}=0,014} |
| Nivell socieconòmic baix a l'inici | No (E-) | 24 | 316 | 340 | 3.280 | {\displaystyle {\frac {\textstyle 24}{\textstyle 340}}=0,07} | {\displaystyle {\frac {\textstyle 24}{\textstyle 3280}}=0,007} |

Estudi hipotètic de cohort sobre l'associació entre nivell socioeconòmic baix i malaltia coronària. Els resultats després de 10 anys de seguiments es mostren en la taula 2.
— RR calculat amb PA:
{\displaystyle RR={\frac {PA_{E+}}{PA_{E-}}}={\frac {\textstyle 0,133}{\textstyle 0,071}}=1,88}
El RR de malaltia coronària del grup amb nivell socioeconòmic baix, comparat amb el de nivell alt, era de 1,88. Mesura la força amb què s'associa el nivell socioeconòmic amb la malaltia coronària. Quant més forta és l'associació, més gran és la diferència entre IE+ i IE- i més "gran" és el valor del RR (aquí, el significat de «més gran» és una mica especial: vol dir que està més allunyat del nombre 1).
— RR calculat amb TI:
{\displaystyle RR={\frac {TI_{E+}}{TI_{E-}}}={\frac {\textstyle 0,014}{\textstyle 0,0073}}=1,94}
El RR de malaltia coronària del grup amb nivell socioeconòmic baix, comparat amb el de nivell alt, era de 1,94 si s'utilitzen les TI. És un valor molt similar al RR estimat amb les probabilitats acumulades, ja que el risc de malaltia és baix.

## Usos estadístics i interpretació
El risc relatiu s'utilitza freqüentment en l'anàlisi estadística de resultats binaris on el resultat d'interès té una probabilitat relativament baixa. Sovint s'adapta així a dades d'assajos clínics, on s'utilitza per comparar el risc de desenvolupar una malaltia, en gent que no rep un nou tractament mèdic (o rebent un placebo) contra gent que està rebent el tractament establert. Alternativament, s'utilitza per comparar el risc de desenvolupar un efecte secundari en gent que rep un medicament en comparació amb la gent que no està rebent el tractament (o rebent un placebo). És especialment atractiu perquè es pot comptar a mà en els casos més simples, però és també susceptibles de modelitzar mitjançant regressió, típicament en un model de regressió de Poisson.
En una comparació simple entre un grup experimental i un grup de control:
- Un risc relatiu d'1 significa que no hi ha cap diferència en el risc entre els dos grups.
- Un RR < 1 significa que sigui menys probable que l'esdeveniment ocorri al grup experimental que al grup de control.
- Un RR > 1 significa que sigui més probable que l'esdeveniment ocorri al grup experimental que al grup de control.

Com a conseqüència del mètode delta, el logaritme del risc relatiu té una distribució de mostreig que s'aproxima a una distribució normal amb la variància que es pot calcular implicant una fórmula el nombre de temes a cada grup i les proporcions d'esdeveniment en cada grup (vegeu mètode Delta). Això permet la construcció d'un interval de confiança (IC) que és simètric al voltant de log(RR), p. ex.: 
{\displaystyle CI=\log(RR)\pm \mathrm {SE} \times z\alpha }
on zα és el resultat estàndard per al nivell de significació marcat i SE és l'error típic. L'antilogaritme es pot prendre a les dues bandes del log del CI, donant el valor a les dues bandes per un interval de confiança asimètric al voltant del risc relatiu.
En models de regressió, el tractament és inclòs típicament com una variable dummy* amb uns altres factors que poden afectar risc. Es declara normalment com el risc relatiu es compta per a la mitjana aritmètica dels valors de mostra de les variables explicatives.

## Associació amb l'oportunitat relativa (odds ratio)
El risc relatiu és diferent de l'oportunitat relativa o odds ratio, encara que assimptòticament l'enfoca per a probabilitats petites. De fet, l'odds ratio té un ús molt més ampli en estadística, ja que la regressió logística, sovint associada amb assaigs clínics, funciona amb el logaritme de l'odds ratio, risc no relatiu. Perquè el logaritme de l'odds ratio es calcula com a funció lineal de les variables explicatives, l'odds ratio aproximada per a 70-any-olds i 60-any-olds associats amb tipus de tractament seria el mateix en una regressió logística fa de model on el resultat està associat amb medicaments i envelleix, encara que el risc relatiu podria ser significativament diferent. En casos com aquest, els models estadístics de l'odds ratio sovint reflecteixen els mecanismes subjacents més eficaçment.
La distinció és important especialment en casos de probabilitats altes a mitjanes, ja que el risc relatiu és una mesura més intuïtiva d'eficàcia. Si l'acció A comporta|porta un risc d'un 99,9% i l'acció B un risc d'un 99,0% llavors el risc relatiu és just poc per sobre d'1, mentre que les probabilitats associades amb l'acció A són gairebé 10 vegades més altes que les probabilitats amb B.
En la recerca mèdica, l'odds ratio s'afavoreix per a estudis de casos i controls i en estudis retrospectius. El risc relatiu s'utilitza en assajos aleatoritzats controlats i en estudis de cohorts.
En el modelat estadístic, les aproximacions com ara la regressió de Poisson (per a recomptes d'esdeveniments per exposició unitària) tenen interpretacions de risc relatiu: l'efecte aproximat d'una variable explicativa és multiplicatiu en la proporció, i així condueix a una proporció de risc o risc relatiu. La regressió logística (per a resultats binaris, o recomptes d'èxits fora d'un cert nombre d'assaigs) s'ha d'interpretar en termes d'odds ratio: l'efecte d'una variable explicativa és multiplicatiu sobre les probabilitats i així condueix a una proporció de probabilitats.

## Confiança estadística (significació) i risc relatiu
Considerar un determinat RR estadísticament significatiu és funció de la diferència relativa entre les condicions comparades, el valor de la mesura i el soroll associat als esdeveniments considerats. En altres paraules, la confiança que hom té, essent un risc relatiu donat no fortuït (p. ex. això no és una conseqüència de casualitat), depèn de la proporció|raó de signal-to-noise*(senyal soroll) i la mida de mostra.
Expressat matemàticament, la confiança que un resultat no és fortuït es determinada per la fórmula següent (Sackett):
Per aclarir aquesta fórmula es presenta en forma de taula.

### Relació de la confidència amb el soroll, senyal i la grandària mostral
| Paràmetre    | Augmenta                 | Disminueix               |
| ------------ | ------------------------ | ------------------------ |
| Senyal       | confidència s'incrementa | confidència disminueix   |
| Mida mostral | confidència s'incrementa | confidència disminueix   |
| Soroll       | confidència disminueix   | confidència s'incrementa |

En altres paraules, la confidència és més alta si el soroll i/o la mida de mostra és més gran o la mida d'efecte (senyal) augmenta. La confiança d'un valor de risc relatiu i el seu interval de confiança associat no depèn de mida d'efecte de manera sola. Es pot mesurar amb gran confiança una mida d'efecte petita si la grandària de la mostra és suficient o bé el soroll és alt. Considerar una mida d'efecte petita dependrà del context dels esdeveniments comparats.
En medicina, les mides de petit efecte (reflectides per valors de RR petits) normalment es consideren clínicament pertinents si hi ha gran confiança en ells i s'utilitzen freqüentment per triar tractament a seguir. Un risc relatiu d'1,10 pot semblar molt petit, però sobre un nombre gran de pacients crearà una diferència evident. Si un tractament donat es considera assumible depèn dels riscs, beneficis i costos.